# 赫尔穆特·李伯曼
赫尔穆特·李伯曼（德語：Helmut Liebermann，1923年10月31日—2013年12月15日），德国外交官，曾任东德驻华大使等职务。